# Inkaba
Inkaba is een geslacht van weekdieren uit de klasse van de Gastropoda (slakken).

## Soort
- Inkaba tonga Herbert, 1992